# Edge of Eternity
Edge of Eternity is een Amerikaanse misdaadfilm uit 1959 onder regie van Don Siegel. In Nederland werd de film destijds uitgebracht onder de titel Moord boven de afgrond.

## Verhaal
De nieuwe hulpsheriff Les Martin moet samen met sheriff Edwards drie gewelddadige moorden oplossen. Hij treft een lijk aan in het huis van de oude excentrieke Eli Jones en hij ontdekt een ander lichaam en een neergestorte auto op de bodem van de Grand Canyon. Martin stelt vast dat de moorden zijn gepleegd in de buurt van een verlaten goudmijn. Bij een snelheidscontrole maakt hij kennis met de charmante Janice Kendon. Haar vader Jim is de eigenaar van de mijn en het nabijgelegen spookstadje. Tijdens het onderzoek kruist Janice meermaals het pad van Martin. Op weg naar het stadje stuit Martin op Janice, die hem vertelt dat de goudprijs zo laag is geworden dat de exploitatie van de mijn niet langer rendabel was. Martin vermoedt dat iemand nog clandestien goud wint. De poppen gaan aan het dansen, als Janice wordt ontvoerd.

## Rolverdeling
| Acteur             | Personage       |
| ------------------ | --------------- |
| Cornel Wilde       | Les Martin      |
| Victoria Shaw      | Janice Kendon   |
| Mickey Shaughnessy | Scotty O'Brien  |
| Edgar Buchanan     | Sheriff Edwards |
| Rian Garrick       | Bob Kendon      |
| Jack Elam          | Bill Ward       |
| Alexander Lockwood | Jim Kendon      |
| Dabbs Greer        | Pompbediende    |
| Tom Fadden         | Eli Jones       |
| Wendell Holmes     | Sam Houghton    |